# Стюарт, Кэтрин Мэри
Кэтрин Мэри Стюарт (англ. Catherine Mary Stewart, род. 22 апреля 1959) — канадская актриса.

## Карьера
Кэтрин Мэри Стюарт начала свою карьеру с участия в мыльной опере «Дни нашей жизни» в 1981—1983 годах. В 1984 году она сыграла главные роли в двух коммерчески успешных кинофильмах: «Последний звёздный боец» и «Ночь кометы». В следующем году она сыграла главную роль в романтической комедии «Шалопай».
Кэтрин Мэри Стюарт снялась в двух мини-сериалах с большим бюджетом: «Голливудские жёны» в 1985 году, и «Грехи» в 1986 году, а также была приглашённой звездой в телесериалах «Рыцарь дорог», «Отель», «Альфред Хичкок представляет» и «За гранью возможного». Она также снялась в нескольких телевизионных фильмах, а также в кинофильмах «Ночной полёт» и «Уикенд у Берни». В девяностых её карьера пошла на спад и Стюарт снималась редко, в основном в независимых фильмах и телефильмах.

## Личная жизнь
Стюарт была замужем дважды. С 1983 по 1985 год она была замужем за актёром Джоном Финдлейтером, а с 1992 года состоит в браке с Ричардом Аллертом, у них двое детей: дочь Ханна и сын Коннор (1996).

## Фильмография
- 1980 — Яблоко / The Apple
- 1981 — Ночные ястребы / Nighthawks
- 1984 — Последний звёздный боец / The Last Starfighter
- 1984 — Ночь кометы / Night of the Comet
- 1985 — Шалопай / Mischief
- 1985 — Голливудские жёны / Hollywood Wives
- 1987 — Стиляги / Dudes
- 1987 — Ночной полёт / Nightflyers
- 1988 — Свихнувшийся мир / World Gone Wild
- 1989 — Уикенд у Берни / Weekend at Bernie’s
- 1992 — Психопат / Psychic
- 1993 — Искупление в Арктике / Ordeal in the Arctic
- 1993 — Морской волк / The Sea Wolf
- 2007 — Девушка по соседству / The Girl Next Door
- 2008 — Смерть в 17 / Dead at 17
- 2009 — Любовь и танцы / Love N' Dancing
- 2010 — Восходящие звезды / Rising Stars